# Camille Graeser
Camille Graeser (1892–1980) fue un pintor suizo y miembro del círculo de artistas de Zúrich de arte concreto. Nació en Suiza pero creció en Stuttgart, Alemania, donde se convirtió en diseñador de muebles. Participó en importantes exposiciones de la asociación Werkbund y en 1927 fue invitado a crear muebles para Mies van der Rohe. En 1933 huyó a Suiza como consecuencia de la llegada al poder de los nazis. Más tarde se convirtió en miembro de la asociación de artistas suizos Allianz.

## Obras

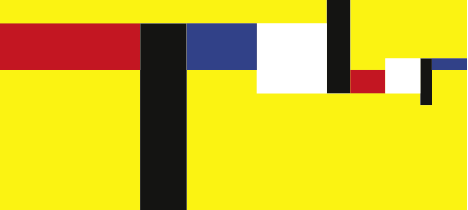
Reproducción esquemática de "Energie in der Reihe" de 1952, 80 x 36 cm

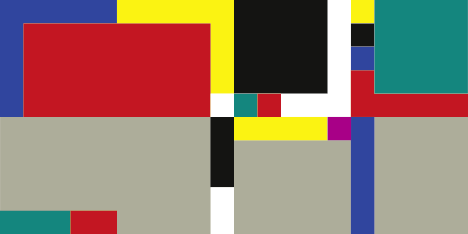
Reproducción esquemática de "rhythmische Reduktion" de 1952, 80 x 40 cm

## Bienes
La Fundación Camille Graeser se estableció en 1981 y es responsable de su patrimonio artístico.

## Exposiciones
- 2020 — Camille Graeser, Museo Haus Konstruktiv[2]
- 2019 - El Show de Amory, Muelle 94, Von Bartha[5]
- 2016 - Camille Graeser und die Musik, Kunstmuseum Stuttgart[3]
- 1985 - Contrastes de forma: arte abstracto geométrico, 1910–1980, Museo de Arte Moderno[6]

## Publicaciones
- 1986 - Camille Graeser - Zeichnungen, Werkverzeichnis Band 1, Dieter Schwarz[7]
- 1990 - Camille Graeser - Druckgraphik und Multiples, Werkverzeichnis Band 2, Stefan Paradowski[7]
- 1995 - Camille Graeser - Imágenes, relieves y plásticos, Werkverzeichnis Band 3, Rudolf Koella[8]